# Clavipanurgus orientalicus
Clavipanurgus orientalicus är en biart som först beskrevs av Warncke 1972.  Clavipanurgus orientalicus ingår i släktet Clavipanurgus och familjen grävbin. Inga underarter finns listade i Catalogue of Life.